# Karl Bartoschek
Karl Joseph Bartoschek (* 26. November 1870 in Wien; † 31. Dezember 1943 in Ahrenshoop) war ein österreichisch-deutscher Maler und Sänger.

## Leben
Karl Bartoschek verbrachte seine Schulzeit in Meiningen. Er machte danach eine Lehre beim Hoffotografen Höffert in Hamburg. Nachdem er ein Studium der Malerei in Düsseldorf absolviert hatte und als Genre- und Porträtmaler tätig gewesen war, absolvierte er zudem ein mehrjähriges Gesangsstudium.
Bartoschek ließ sich 1895 in Berlin nieder. 1897 war er auf der Großen Berliner Kunstausstellung vertreten mit den Werken „Der Poet“ und „Der Chronist“. In den Berliner Adressbüchern wurde er in den folgenden Jahren als Zeichenlehrer geführt. Bartoschek war verheiratet mit der Pianistin Wilhelmine Bartoschek, die nebenher ein „Pianomagazin und Leihinstitut“ führte. In Berlin gründete er 1905 den Schubertbund. Dieser veranstaltete unter seiner Leitung 25 Jahre lang Volkskunstabende.

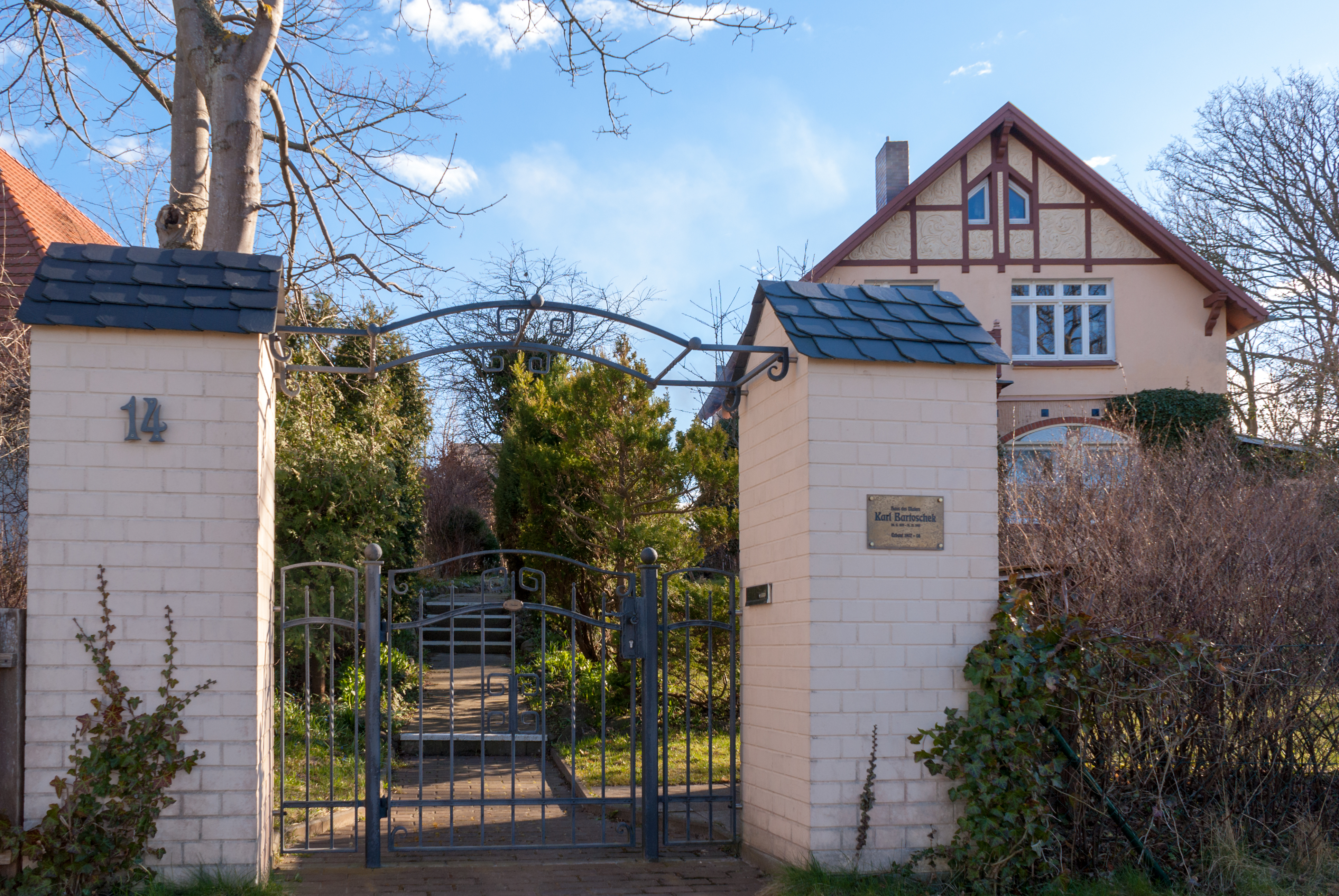
Haus Bartoscheks in Ahrenshoop

Eine langjährige Freundschaft verband ihn mit dem Maler Fritz Grebe, den er 1902 erstmals in Ahrenshoop besuchte. 1906 konnte Bartoschek auf Vermittlung durch Grebe von dem Photochemiker Adolf Miethe ebenfalls ein Grundstück im Ahrenshooper Grenzweg erwerben. Das hier bis 1908 entstandene Haus nutzte die Familie zunächst während der Sommermonate, ab 1933 wurde es zum ständigen Wohnsitz. In Ahrenshoop war Bartoschek vor allem als Landschaftsmaler aktiv. Nach dem Tod seiner Frau Wilhelmine († 1907) heiratete er 1909 in zweiter Ehe die Pianistin Klara Stenzel (1874–1934) und 1943 in dritter Ehe seine Haushälterin Grete Kühnel († 1945).